# Hégira
La Hégira (en árabe: هِجْرَة‎, romanizado: hijra, lit. 'Migración'), a veces transcrito como Hijra o Hiyra, es la migración de Mahoma de La Meca a la ciudad de Yatrib, después conocida como Medina, en el año 622, porque los caciques coraichitas de la primera ciudad no aceptaban sus enseñanzas  local de árabes. Mahoma envió delante a sus seguidores (que reciben el nombre de Muhayirun) y los siguió en secreto junto con Abu Bakr bin Quhafa, dejando a Ali en su propia cama para engañar a los coraichitas, habitantes de La Meca que buscaban asesinarle. De camino se detuvieron en una cueva en el Monte Thawr (Toro), donde una telaraña colgando de la entrada engañó a los coraichitas, que decidieron no buscar dentro (Corán 9ː40). Allí, de acuerdo con la tradición Sufí, el Profeta le enseñó a Abu Bakr los secretos del "recuerdo silencioso" (dhikr-e khafi), lo que le otorgó a Abu Bakr el título de Yar-e ghar, "Amigo de la cueva".
En Medina, conocida en esa época como Yatrib, fueron bien recibidos, aunque la ciudad se encontraba en una situación de crisis interna. Mahoma y un grupo de ciudadanos de Medina acordaron un pacto, una especie de constitución. En Medina se organizó la umma, una "comunidad" integrada por musulmanes.
La palabra hégira significa literalmente «migración», y no «huida», pero a veces por error es traducida así. La hégira también ha sido interpretada como "romper con los viejos lazos", separando la era del conocimiento de la previa era de la ignorancia

## Antecedentes

### Según fuentes islámicas

#### De Yathrib a Medina
Las fuentes islámicas describen la ciudad de Medina como sede de dos tribus árabes en competencia (los 'Aws y los Jazraŷ), así como de tres tribus judías (los Banu Qaynuqa, los Banu Qurayza y los Banu Nadir). Se dice además que en el momento en que Mahoma huyó de La Meca a Medina en el año 622, de hecho había sido invitado por las tribus siempre en armas Aws y Jazraŷ para servir como un tercero neutral y gobernante sobre ellos. Los musulmanes que seguirían a Mahoma desde La Meca hasta Medina para hacer esta Hégira llegarían a ser conocidos como Muhajirun, o "migrantes". Estos migrantes se distinguirían de los 'Aws y Jazraŷ, que habiéndose convertido al islam, serían subsumidos bajo el título y el papel de Ansar, o "ayudantes", que servirían como anfitriones a los Muhajirun.
La hégira también marca la división del Corán, ya que la porción del Corán producida durante los años de Mahoma en La Meca (los llamados versos Makki) se enfocaba casi por completo en asuntos personales de fe y adoración, los versos del Corán producidos durante los años de Mahoma en Medina se centrarían en temas legalistas y doctrina militar, transformando el Islam, en gran parte, en la religión actual.

### Batallas

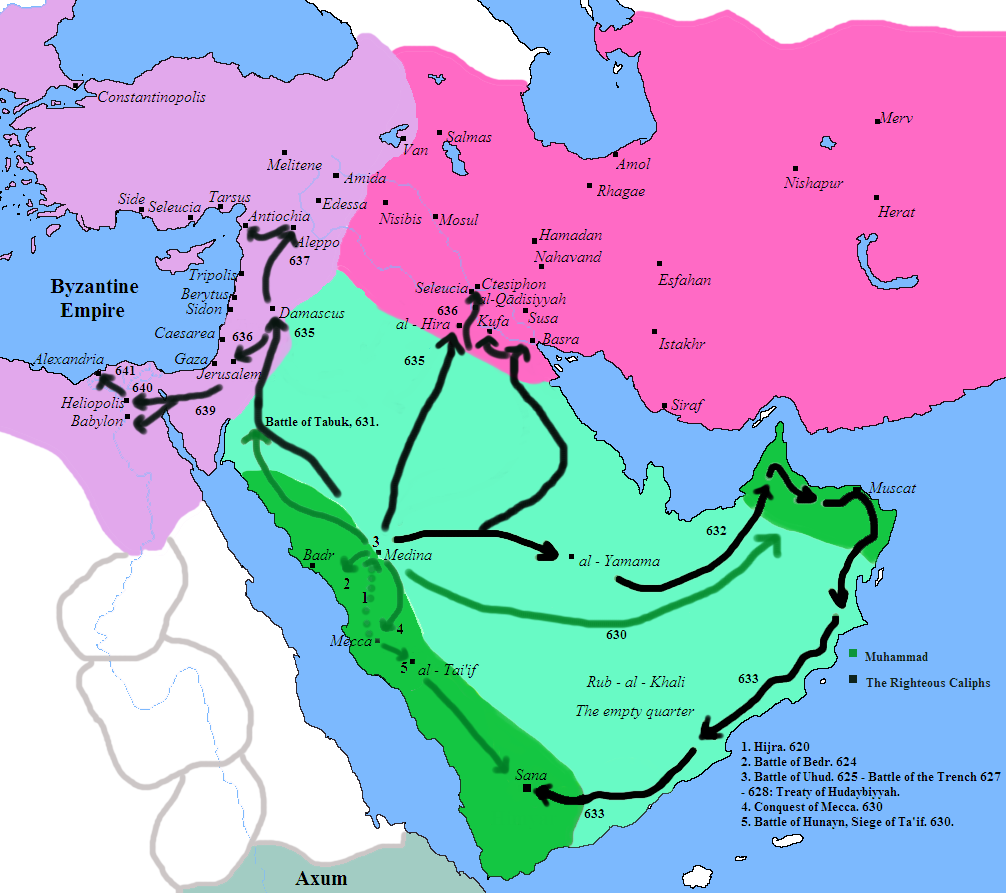
Conquistas de Mahoma desde su base en Medina.

Durante sus años en Medina, el hadiz registra que Mahoma y sus seguidores se involucrarían en varios asaltos a las caravanas de los Qurayshi de La Meca y desencadenarían batallas entre las dos ciudades, que los musulmanes ganarían con diferentes niveles de éxito (la Batalla de Badr en 624, la Batalla de Uhud en 625 y la Batalla de la Trinchera, o al-khandaq, en 627).

### Destino de los judíos de Medina
Durante el liderazgo de Mahoma en Medina, se produjeron tensiones y conflictos con varias tribus judías que habitaban la ciudad. Tres de las principales tribus —los Banu Qaynuqa, Banu Nadir y Banu Qurayza— fueron sucesivamente expulsadas o enfrentadas en combate, debido a acusaciones de traición o alianzas con enemigos de los musulmanes.
Los Banu Qaynuqa fueron expulsados tras un conflicto inicial.
Los Banu Nadir fueron obligados a exiliarse tras un asedio.
Los Banu Qurayza fueron sitiados y, tras su rendición, sus miembros varones fueron ejecutados y las mujeres y niños esclavizados, según fuentes islámicas como Ibn Ishaq.

Estas acciones ocurrieron en el contexto de luchas políticas y militares en la península arábiga y deben entenderse dentro del marco histórico del siglo VII.

## Calendario musulmán
El califa Úmar ibn al-Jattab, estableciendo un calendario islámico, escogió este evento como su punto de partida. Mahoma llegó a Medina en septiembre de 622 d. C. El calendario abre con el primer mes del año lunar árabe en junio de 622 y procede sin intercalación por un año de 354 días de acuerdo con los meses lunares. Dado que el calendario musulmán cuenta por años lunares de 354 días, 8h, 44m y 54 s, 33 años musulmanes equivalen a 32 años solares y 6 días, 8h y 41m del calendario gregoriano. Sin embargo, intercala también once años de 355 días en cada ciclo de treinta años.
La conversión de los años musulmanes al calendario occidental se realiza sumando 621, si el año de la hégira no pasa de 32. Si pasa de 32, se divide por 33, se resta el cociente al año dado y se le suma 622 al resultado.
Para la conversión inversa, cuando el año sea menor de 641, se restará 621; si está entre el 641 y 653 se restará 620, y si pasa de 653, se restará 621, dividiendo el resultado por 33 y añadiendo al cociente el dividendo se obtendrá el año de la Hégira (o alguna vez el siguiente).